# Pteroceras simondianum
Pteroceras simondianum là một loài thực vật có hoa trong họ Lan. Loài này được (Gagnep.) Aver. miêu tả khoa học đầu tiên năm 1988.